# Joseph Hooker
Joseph Hooker (ur. 13 listopada 1814, zm. 31 października 1879) – generał major wojsk USA w wojnie secesyjnej, znany pod przydomkiem „Fighting Joe”. Obwiniany za porażkę wojsk Unii poniesioną w bitwie pod Chancellorsville w 1863 z wojskami Konfederacji generała Roberta E. Lee.
Reputacja Josepha Hookera nie była wysoka wśród generałów i polityków Unii. Sztab Hookera, pisał Charles Francis Adams Mł., był „miejscem, do którego nie chciał iść żaden szanujący się mężczyzna i nie mogła iść żadna kobieta o dobrej reputacji. Było to połączenie baru z burdelem”.
Hooker okazał się być popularnym wśród żołnierzy wyborem. Podjął natychmiastowe kroki, aby pozbyć się skorumpowanych kwatermistrzów, poprawił wyżywienie, oczyścił obozy i szpitale, udzielał przepustek i tworzył dumę z przynależności do jednostki tworząc insygnia każdego korpusu. Hooker zreorganizował kawalerię w odrębny korpus, reforma oparta na modelu konfederackim. Liczba chorych spadła, dezercje ustały, a amnestia przyciągnęła z powrotem w szeregi wielu żołnierzy.